# Marie de France (v. 1198-1224)
Pour les articles homonymes, voir Marie de France.
Marie de France, née vers 1198, morte le 15 août 1224, était fille de Philippe II Auguste, roi de France et d'Agnès de Méranie.
Elle fut promise d'abord en 1200 à Alexandre, prince d'Écosse, qui devait devenir Alexandre II. En avril 1202, à Paris, alors qu'elle était encore très jeune, son père la fiança à Arthur, duc de Bretagne, dont il soutenait les prétentions au trône d'Angleterre. La capture d'Arthur par Jean sans Terre et sa mort en 1203 mirent fin à ce projet matrimonial.
Elle épousa le 1er août 1206 Philippe Ier, marquis de Namur (1175-1212), mais le couple n'eut pas d'enfant. Pendant le départ de son frère aîné à la quatrième croisade, Philippe fut régent des comtés de Flandre et de Hainaut.
Veuve, elle se remaria le 24 avril 1213 avec Henri Ier (1165 † 1235), duc de Brabant, et eut :
- Élisabeth de Brabant († 1272), mariée en 1233 à Thierry de Clèves (1214 † 1244), seigneur de Dinslaken puis en 1246 à Gérard II de Wassenberg († 1255) ;
- Marie, morte jeune.

Elle fut enterrée dans l'église Saint-Pierre de Louvain.